# Modern Express
Pour les articles homonymes, voir Express (transport maritime et fluvial).
Le Modern Express est un roulier construit en 2001, mesurant 164 mètres de long, immatriculé au Panama et armé par le sud-coréen Cido shipping,. En janvier 2016, alors qu'il opère entre le Gabon et Le Havre en France, il subit une forte gîte due à un déplacement de son chargement ou à une défaillance sur le système de remplissage des ballasts. Une opération de sauvetage est déclenchée dans le golfe de Gascogne pour tenter de sauver le navire et empêcher son échouement sur la côte française.

## Incident de janvier 2016
Fin janvier 2016, le navire est en opération entre le Gabon et le port français du Havre avec une cargaison de 3 600 tonnes de bois et des engins de travaux publics. Il a appareillé d’Owendo, le 16 janvier, et devait se rendre au Havre puis à Anvers. Son chargement en grumes de bois suscite, dans la presse gabonaise, des interrogations sur la licéité de ce type d'exportation, en principe interdit depuis 2010,,. Le 26 janvier, alors qu'il est à 150 milles nautiques de la pointe nord-ouest de l'Espagne (au large de La Corogne), il lance un appel de détresse. Les vingt-deux membres d'équipage sont alors évacués du navire par hélitreuillage par des secours espagnols. Le Modern Express reste couché avec une forte gîte sur tribord, entre 40 et 50 degrés, sans toutefois couler. Il semblerait qu'il n'y ait pas de voie d'eau.
Une tentative de remorquage du bateau est envisagée. Pour cela des experts de la société néerlandaise Smit International sont hélitreuillés à bord depuis la frégate ASM française le Primauguet, néanmoins les conditions météorologiques difficiles sur la zone ne permettent pas le passage d'un câble de remorque entre le Modern Express et l'un des remorqueurs présents sur zone.
Le 29 janvier, une première tentative a lieu pour remorquer le bateau. Le câble passé entre le Modern Express et l'un des remorqueurs casse du fait des forts mouvements du roulier. Le 30 janvier, les experts sont de nouveau hélitreuillés sur le roulier, cependant le temps nécessaire à la préparation du passage d'une remorque et les conditions météorologiques conduisent cette équipe à se limiter à une reconnaissance précise du navire.
Le 31 janvier, alors que le bateau se trouve à 116 km du bassin d'Arcachon, les autorités évoquent la possibilité d'un échouage maîtrisé. L'idée est de faire échouer le navire sur une zone sableuse dénuée de rochers afin de s'affranchir des problèmes liés à une possible ouverture de la coque par des récifs.
Le 1er février vers 8 h 30 du matin, le navire se trouve à 50 km du bassin d'Arcachon et une dernière tentative de remorquage est lancée. Quatre personnes de la société Smit Salvage sont hélitreuillées à bord pour tenter de passer une remorque. À 10 h du matin, il se trouve à 46 km des côtes landaises au niveau de Mimizan. Lors d'une conférence de presse à 11 h, le porte-parole de la préfecture maritime annonce que le cargo est à 44 km des côtes et qu'il est connecté au Centaurus, un remorqueur espagnol. Celui-ci a réussi à le faire pivoter et le remettre dans le lit du vent. Le convoi fait alors route vers l'ouest à 3 nœuds (5,4 km/h). Dans la soirée, le convoi fait finalement route vers Bilbao en Espagne, après que les autorités espagnoles eurent accepté que le port de Bilbao accueille le Modern Express.
Le 3 février 2016, le Modern Express a été installé dans la zone de mouillage du port basque de Bilbao, à l'écart des autres navires de commerce,. Les interrogations sur la régularité de l'exportation de bois qui semblaient en voie d'être levées, sont réactivées par Greenpeace qui réclame de vérifier la conformité de la cargaison de bois avec le règlement sur le bois de l’Union européenne (RBUE). Après avoir été redressé le 22 février 2016, il a été constaté que la cargaison n'avait pas bougé dans le roulier, contrairement à ce qui avait été supposé. En revanche, une grande quantité d'eau a été retirée de la coque dont la gîte reste inexpliquée.
Le 20 septembre 2016, le Modern Express quitte Bilbao, remorqué par le VB Hispania, à destination d'Aliağa en Turquie en vue d'être démantelé,,. Aucun résultat d'enquête n'est actuellement disponible sur les raisons de ce naufrage. Contrairement à ce que beaucoup d'article de presse ont pu écrire, le BEAmer n'a pas officiellement enquêté sur ce naufrage.

### Moyens maritimes mis en place
Ce sont :
- l'Abeille Bourbon, remorqueur de haute mer sous pavillon français, en provenance de Brest, est arrivé à proximité du navire le 26 janvier[12] ;
- le Primauguet, frégate anti-sous-marine de la marine nationale française[29] ;
- le Centaurus, remorqueur sous pavillon d'Antigua-et-Barbuda[29] ;
- le Ria de Vigo, remorqueur sous pavillon espagnol[29] ;
- l'Argonaute, bâtiment de soutien, d'assistance et de dépollution (BSAD) affrété par la marine nationale française ;
- les techniciens de la société néerlandaise Smit Salvage[29].

## Dans la culture populaire
Cet épisode a inspiré le groupe Watoo Watoo, qui a écrit une chanson sur le sujet et a nommé un album du nom du navire.